# Іонійці
Іонійці, Йонійці (грец. Ίωνες) — одне з чотирьох головних племен грецького народу (також дорійці, ахейці та еолійці), нарівні з дорійцями найбільше вплинули на формування феномену грецької культури. Дістали назву від легендарного героя Іона, який вважався пращуром племені. Займали територію Аттики, частину острова Евбея, острови Хіос, Самос, Наксос. У XI—IX ст. до н. е. іонійці колонізовали середню частину західного узбережжя Малої Азії — область Іонія, — потім узбережжя Чорного і Мармурового морів.
На іонійському діалекті, який отримав широке розповсюдження, збереглася значна літературна спадщина (наприклад, поеми Гомера, твори Геродота) і значна кількість епіграфічних пам'ятників.

## Переселення до Азії
За Геродотом іонійці спочатку жили на північному узбережжі Пелопоннеса, в історичній Ахаї. Звідси вони були витіснені ахейцями, які у свою чергу були вигнані зі своїх первісних областей дорійцями, що переселились на Пелопоннес.
Згодом іонійці переселилися до Аттики, а вже звідси, через два покоління, вони переселились до Малої Азії під проводом синів Кодра, які не побажали залишатися в Аттиці після зменшення значення царської влади.
Етнічний склад населення малоазійської Іонії був дуже строкатим. Переселялись до Малої Азії вони без сімей, і тут вже одружувались на карійських жінках. За Геродотом, в Іонії існували серед іонійських філ ворійські філи та філи інопів.